# Adenodolichos harmsianus
Adenodolichos harmsianus är en ärtväxtart som beskrevs av De Wild. Adenodolichos harmsianus ingår i släktet Adenodolichos och familjen ärtväxter. Inga underarter finns listade i Catalogue of Life.